# تابو (ممثل)
تابو (بالإسبانية: Jaime Luis Gomez)‏ (و. 1975  م) هو مغني، وممثل، من الولايات المتحدة، ولد في لوس أنجلس، وهو عضوٌ في بلاك آيد بيز.

## وصلات خارجية
- تابو على موقع IMDb (الإنجليزية)
- تابو على موقع ميتاكريتيك (الإنجليزية)
- تابو على موقع الموسوعة البريطانية (الإنجليزية)
- تابو على موقع روتن توميتوز (الإنجليزية)
- تابو على موقع قاعدة بيانات الأفلام العربية
- تابو على موقع ألو سيني (الفرنسية)
- تابو على موقع ميوزك برينز (الإنجليزية)
- تابو على موقع أول موفي (الإنجليزية)
- تابو على موقع أول ميوزيك (الإنجليزية)
- تابو على موقع أول ميوزيك (الإنجليزية)